# Daphnis et Alcimadure
Pour l’article homonyme, voir Daphnis et Alcimadure (opéra).
Daphnis et Alcimadure est la vingt-quatrième fable du livre XII de Jean de La Fontaine situé dans le troisième et dernier recueil des Fables de La Fontaine, édité pour la première fois en 1693 mais daté de 1694. Il est aussi le sujet de l'opéra du même nom par Mondonville.

## Texte
Aimable fille d'une mère

À qui seule aujourd'hui mille cœurs font la cour,

Et quelques-uns encor que vous garde l'Amour,

                Je ne puis qu'en cette préface

                Je ne partage entre elle et vous

Un peu de cet encens qu'on recueille au Parnasse,

Et que j'ai le secret de rendre exquis et doux.

                Je vous dirai donc... Mais tout dire,

                Ce serait trop; il faut choisir,

                Ménageant ma voix et ma lyre,

Qui bientôt vont manquer de force et de loisir.

Je louerai seulement un cœur plein de tendresse,

Ces nobles sentiments, ces grâces, cet esprit :

Vous n'auriez en cela ni maître ni maîtresse,

Sans celle dont sur vous l'éloge rejaillit.

                Gardez d'environner ces roses

                De trop d'épines, si jamais

                L'Amour vous dit les mêmes choses :

                Il les dit mieux que je ne fais,

Aussi sait-il punir ceux qui ferment l'oreille

                A ses conseils. Vous l'allez voir.

                Jadis une jeune merveille

Méprisait de ce dieu le souverain pouvoir :

                On l'appelait Alcimadure :

Fier et farouche objet, toujours courant aux bois,

Toujours sautant aux prés, dansant sur la verdure

                Et ne connaissant autres lois

Que son caprice ; au reste, égalant les plus belles,

                Et surpassant les plus cruelles ;

N'ayant trait qui ne plût, pas même en ses rigueurs :

Quelle l'eût-on trouvée au fort de ses faveurs ?

Le jeune et beau Daphnis, berger de noble race,

L'aima pour son malheur : jamais la moindre grâce

Ni le moindre regard, le moindre mot enfin,

Ne lui fut accordé par ce cœur inhumain.

Las de continuer une poursuite vaine,

                Il ne songea plus qu'à mourir.

                Le désespoir le fit courir

                A la porte de l'inhumaine.

Hélas! ce fut au vent qu'il raconta sa peine ;

                On ne daigna lui faire ouvrir

Cette maison fatale, où, parmi ses compagnes,

L'ingrate, pour le jour de sa nativité ,

                Joignait aux fleurs de sa beauté

Les trésors des jardins et des vertes campagnes.

« J'espérais, cria-t-il, expirer à vos yeux ;

                Mais je vous suis trop odieux,

Et ne m'étonne pas qu'ainsi que tout le reste

Vous me refusiez même un plaisir si funeste.

Mon père, après ma mort, et je l'en ai chargé,

                Doit mettre à vos pieds l'héritage

                Que votre cœur a négligé.

Je veux que l'on y joigne aussi le pâturage,

                Tous mes troupeaux, avec mon chien,

                Et que du reste de mon bien

                Mes compagnons fondent un temple

                Où votre image se contemple,

Renouvelant de fleurs l'autel à tout moment.

J'aurai près de ce temple un simple monument ;

                On gravera sur la bordure :

Daphnis mourut d'amour. Passant, arrête-toi,

Pleure, et dis : Celui-ci succomba sous la loi

De la cruelle Alcimadure.»

A ces mots, par la Parque il se sentit atteint :

Il aurait poursuivi ; la douleur le prévint.

Son ingrate sortit triomphante et parée.

On voulut, mais en vain, l'arrêter un moment

Pour donner quelques pleurs au sort de son amant.

Elle insulta toujours au fils de Cythérée,

Menant dès ce soir même, au mépris de ses lois,

Ses compagnes danser autour de sa statue.

Le dieu tomba sur elle, et l'accabla du poids :

                Une voix sortit de la nue,

Echo redit ces mots dans les airs épandus :

«Que tout aime à présent : l'insensible n'est plus.»

Cependant de Daphnis l'ombre au Styx descendue

Frémit et s'étonna la voyant accourir.

Tout l'Erèbe entendit cette belle homicide

S'excuser au berger, qui ne daigna l'ouïr

Non plus qu'Ajax Ulysse, et Didon son perfide.
— Jean de La Fontaine, Fables de La Fontaine, Daphnis et Alcimadure, texte établi par Jean-Pierre Collinet, Fables, contes et nouvelles, Gallimard, « Bibliothèque de la Pléiade », 1991, p. 500